# روي روبين
روي روبين (بالإنجليزية: Roy Rubin)‏ هو مدرب كرة سلة أمريكي، ولد في 9 ديسمبر 1925 في نيويورك في الولايات المتحدة، وتوفي في 5 أغسطس 2013 في فورت لودرديل في الولايات المتحدة بسبب سرطان.

## روابط خارجية
- روي روبين على موقع كلية كرة السلة في سبورتس رفرنس.كوم (الإنجليزية)
- روي روبين على موقع سبورتس رفرنس (الإنجليزية)
- روي روبين على موقع كلية كرة السلة في سبورتس رفرنس.كوم (الإنجليزية)